# Grammesia
Grammesia là một chi bướm đêm thuộc họ Noctuidae.